# カラフトアオアシシギ
カラフトアオアシシギ（樺太青脚鷸、Tringa guttifer）は、チドリ目シギ科クサシギ属に分類される鳥類。

## 分布
インド北東部、タイ南部、バングラデシュ、マレーシア（マレー半島）、ロシア東部
夏季にサハリン（樺太）で繁殖し、和名の由来になっている。冬季になるとインドやバングラデシュ、マレー半島へ南下し越冬する。日本では主に秋季に渡りの途中でまれに旅鳥として数年に一度飛来する。世界的に個体数の少ない種である。

## 形態
全長29-32cm。腹部や腰、尾羽は白い羽毛で覆われ、尾羽には黒い横縞が入る。雌雄同色。
頭部は大型で、相対的に眼は小型。嘴は太く、やや上方へ反り上がる。嘴の色彩は黒く、基部は黄緑がかる。後肢はやや短い。後肢の色彩は黄緑色で、和名のアオアシ（緑も含めた古い意味での青）や英名（greenshank=緑の脛）の由来になっている。
幼鳥は上面が灰褐色の羽毛で覆われ、羽縁が白い。夏羽は上面が黒褐色の羽毛で覆われ、羽縁が白い。喉から胸部にかけて黒褐色の斑紋が入り、英名spotted（斑紋のある）の由来になっている。冬羽は上面が灰色の羽毛で覆われ、淡褐色の縦縞が入る。

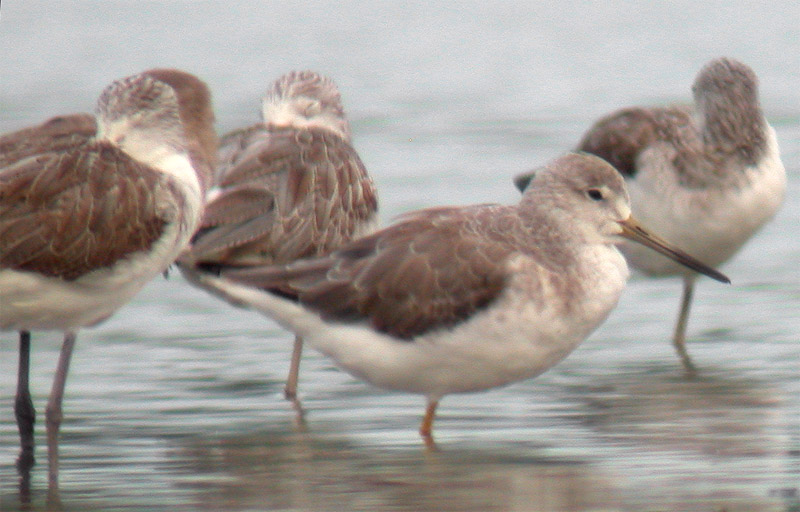
写真

## 生態
塩性湿原や干潟に生息する。
食性は動物食で、魚類、甲殻類、ゴカイなどを食べる。
繁殖形態は卵生。カラマツの樹上に草や木の枝を組み合わせた巣を作り、6-8月に2-4個（主に4個）の卵を産む。
飛び立つときに甲高い声で「キュイ」または「ケェーッ」と鳴く。

## 人間との関係
開発による生息地の破壊などにより生息数は減少している。環境省による1997年における生息数は少なくとも1000羽以上と推定されている。
絶滅危惧IA類 (CR)（環境省レッドリスト）